# Смесена гора
Смесените гори са биом характеризиращи се с покритосеменни и голосеменни растения. 

## Географско положение за Европа
Смесените гори се намират в различни географски области по света. Срещат се най-често в умерените зони където има добри климатични и почвени условия. Намират се в някои области от Северна Америка, Европа и Азия.

## Климат
Тези гори се намират в различни климатични зони, но най-често се срещат в областите с умерен климат. Характеристиката на климата за смесените гори са умерени температури, чести валежи, ясно изразени четири сезона и по-голяма годишна температурна амплитуда.

## Флора
Флората на смесените гори е изключително разнообразна заради различните региони в които тя пребибава. Някои от типичните представители включват: 
- Широколистни дървета
- Хвойни дървета
- Храсти и треви
- Гъби

## Фауна
Смесените гори имат разнообразна фауна, която се изменя в зависмост от географския район. Тъй като дават благоприятни условия, зависимост от региона, се намират различни животни като:
- бозайници
- птици
- влечуги

Представители са мечки, вълци и лосове. 

## Препратки
1. ↑   Умерен Климат